# Carl Andreas von Boguslawski

Carl Andreas von Boguslawski

Wilhelmine von Boguslawski, geb. von Radecke

Carl Anton Andreas von Boguslawski  (* 19. November 1758 auf Gut Muschlitz, Fürstentum Oels; † 21. September 1817 in Berlin) war ein preußischer Generalmajor, Übersetzer und Autor. Als erster Direktor der Allgemeinen Kriegsschule ging er in die preußische Militärgeschichte ein.

## Leben

### Herkunft
Sein Vater, Johannes Georg von Boguslawski (1716–1767), war ein aufgrund seines reformierten Glaubens nach dem Thorner Blutgericht aus Litauen vertriebener Adeliger, der auf den schlesischen Gütern des Reichsgrafen Heinrich von Reichenbach-Goschütz gastliche Aufnahme fand. Carl Andreas hatte eine Schwester und einen älteren Bruder, den 1802 in Goldap als Kapitän und Kompaniechef eines Infanterieregiments verstorbenen Heinrich Georg von Boguslawski. 

### Karriere
Nach dem frühen Tod des mittellosen Vaters fanden er und sein älterer Bruder 1767 Aufnahme im Berliner Militärwaisenhaus. 1770 traten sie in das Berliner Kadettenhaus ein. Dort war Carl Andreas Schüler des Dichters Karl Wilhelm Ramler, der die schriftstellerische Begabung des Knaben erkannte und förderte. 1776 erfolgte sein Eintritt in die Preußische Armee als Fähnrich im Regiment zu Fuß „von Wunsch“. 1782 wurde er als Lehrer nach Magdeburg kommandiert, um den Offizieren der Magdeburger Inspektion Vorträge in Geometrie und Befestigungskunde zu halten. Als erster Adjutant des Generalleutnants Erbprinz von Hohenlohe nahm er an den Feldzügen der Koalitionskriege von 1792/94 teil, wurde 1793 mit dem Orden Pour le Mérite ausgezeichnet und befreundete sich mit dem Generalquartiermeister Christian von Massenbach. Er hat das Journal des Corps Hohenlohe 1792/94 geführt, das im preuß. Geheimen Staatsarchiv aufbewahrt wird und eine übersichtliche Darstellung der Ereignisse gibt. Dieses Tagebuch ist wohl die beste Quelle für das Studium des damaligen Feldzuges. Am 10. Juni 1800 wurde er Chef des Füsilier-Bataillons Nr. 22. 1803 erwarb er das Gut Podelwitz im Kreis Neumarkt. 1806 war er an der Schlacht bei Jena und Auerstedt beteiligt und geriet in französische Kriegsgefangenschaft. 1808 erhielt er eine Anstellung als Kommandeur von Neiße. 1809 war er Mitglied der Rüstungs- und der Konskriptionskommission, die die Reorganisation des Preußischen Heeres vorbereiteten. Im selben Jahr wurde er Mitglied der General-Ordens-Kommission.
Nach der Umwandlung und Neubildung der militärischen Lehranstalten wurde Boguslawski am 6. August 1810 zum ersten Direktor der durch die Reformen Scharnhorsts ins Leben gerufenen Allgemeinen Kriegsschule in Berlin ernannt. Dieses Amt hatte er – mit Unterbrechung durch die Freiheitskriege, in welchen er sich bei dem als Landwehrschlacht bezeichneten Gefecht von Hagelberg das Eiserne Kreuz und den Sankt-Stanislaus-Orden II. Klasse erwarb – bis zu seinem Tode 1817 inne. Über seine Amtsführung urteilte der Militärhistoriker Scharfenort: Die Schwierigkeiten lagen in erster Linie in dem Verhältnis der Offiziere als Schüler zu Boguslawski, der feinfühlend ihren Vorurteilen gegen die vielen Neuerungen Rechnung tragen mußte, durch die sie ihrer alten Privilegien beraubt wurden. Hier galt es zu belehren und auszugleichen, was Boguslawski um so leichter fiel, als sich Vertreter aller gebildeten Stände in seinem Hause zusammenfanden, das er auch seinen Offizieren geöffnet hatte. 1812 wurde er Mitglied in der Gesetzlosen Gesellschaft. Sein Haus in der Burgstraße war ein bekannter und beliebter Treffpunkt des gesellschaftlichen Lebens in Berlin. Boguslawski, der am 4. Oktober 1813 zum Generalmajor befördert worden war, verstarb plötzlich an den Folgen eines Lungenschlages. Sein Grab befindet sich auf dem Alten Garnisonfriedhof an der Linienstraße in Berlin.

Grabplatte für Carl Andreas von Boguslawski auf dem Alten Garnisonfriedhof in Berlin

### Familie
Am 31. Mai 1795 heiratete er zu Dedelow bei Prenzlau Amalie von Klützow, die bereits 1796 verstarb. Am 24. April 1800 heiratete er in Lobedau, Landkreis Goldberg, Wilhelmine von Radecke (1769–1839), die Tochter eines schlesischen Gutsbesitzers und nachmalige Dame des Luisenordens. Der Ehe entstammten zwei Kinder: 
- Wilhelm (1803–1874), ein Jugendfreund des Musikers Felix Mendelssohn Bartholdy und späterer preußischer Justizrat in Berlin, heiratete 1831 Wassilissa Roedlich (1809–1894), eine Tochter des Generals Hieronymus Roedlich
- Albertine (1801–1852), Hofdame der Prinzessin Marianne von Preußen, starb unverheiratet[3]

Ab 1805 nahm er Ernestine von Langen (1805–1858), die Tochter eines ihm nahestehenden Regimentsoffiziers und spätere Hofdame der Fürstin Radziwill sowie Mutter des Dramatikers Ernst von Wildenbruch, als Pflegetochter in sein Haus auf. Sein Neffe war Palm Heinrich Ludwig von Boguslawski. Sein Enkel war der Generalleutnant Albert von Boguslawski.

## Werke
- Journal der Avantgarde unter dem Kommando des Generalleutnant Erbprinz von Hohenlohe in den Feldzügen 1792, 1793, 1794. Armeebericht
- Virgils Landbau. Ein Lehrgedicht in vier Büchern, aus dem Lateinischen übersetzt von einem Offizier. 1795.
- Briefe über die Champagne und Lothringen an einen Landwirth in Schlesien. Verlag Wilhelm Gottlieb Korn, Breslau und Leipzig 1809.
- Xanthippus. 1809.
- Diokles. Eine Legende in vier Gesängen. 1814.